# 蒽醌-1-磺酸
蒽醌-1-磺酸是一种有机化合物，化学式为C14H8O5S。它可由发烟硫酸和蒽反应得到，副产物有20%的1,5-和1,8-蒽二磺酸和3%的蒽三磺酸；或由9,10-二氨基蒽-1-磺酸被高碘酸钠氧化得到。它和氯化亚砜加热反应，得到蒽醌-1-磺酰氯。